# Ana Milva Gomes

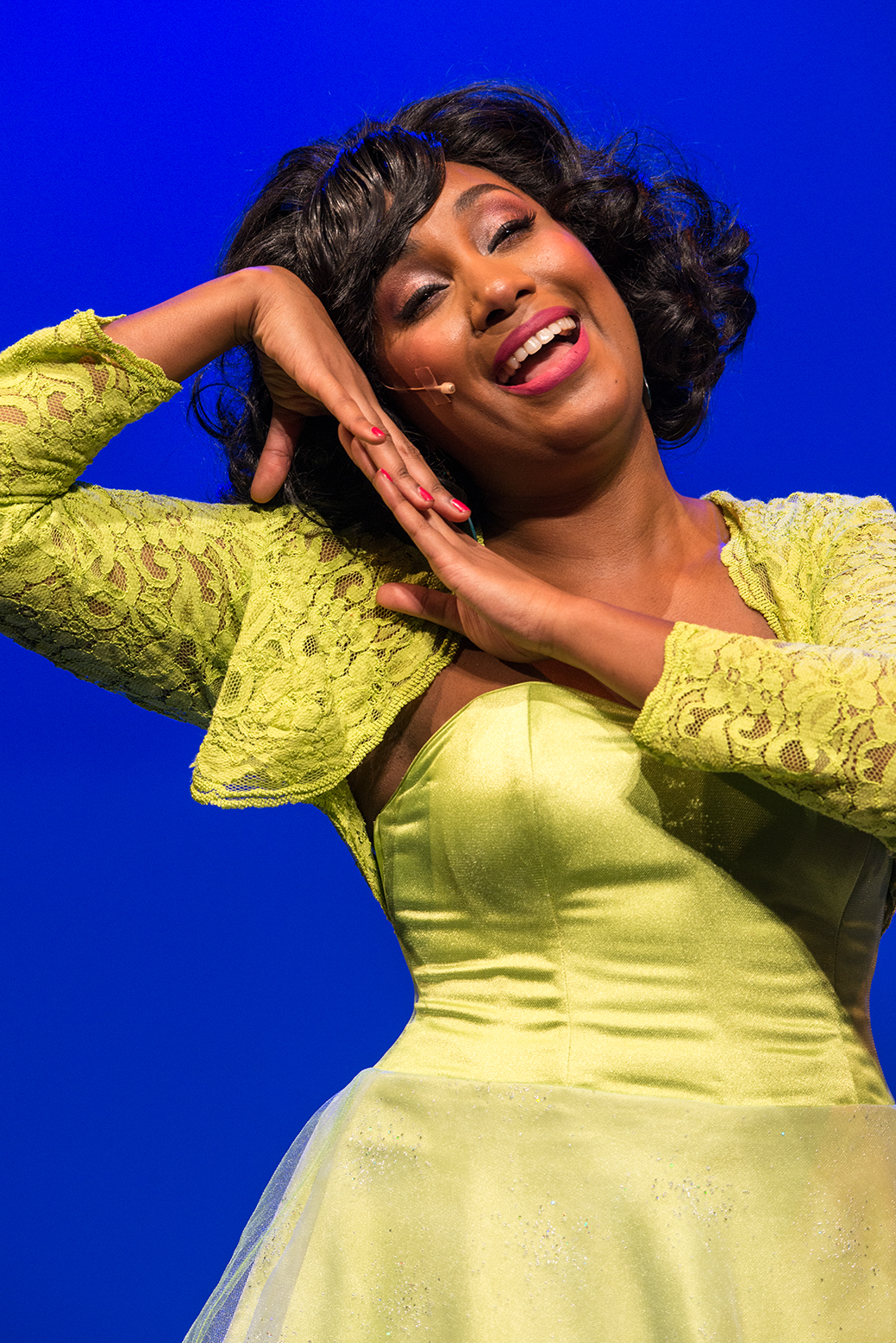
Ana Milva Gomes
in Winter Wonderettes,
Kammerspiele Wien 2016

Ana Milva Gomes (geboren 1980 in Den Haag) ist eine niederländische Musicaldarstellerin, die seit 2011 in Wien lebt und arbeitet.

## Leben und Werk
Ana Milva Gomes stammt aus einer kapverdischen Familie. Ihre Eltern lernten einander in Italien kennen und zogen dann nach Rotterdam. Sie studierte an der Dansacademie Lucia Marthas in Amsterdam und debütierte als Nehebka im Musical Aida von Tim Rice und Elton John im Essener Colosseum Theater. Sie blieb fünf Jahre in Essen. Auf der Aida-Tour im Jahr 2007 verkörperte sie als Erstbesetzung die Hauptdarstellerin.
2008 ging sie nach Hamburg, wo sie in zwei Disney-Musicals zu sehen und zu hören war: als Nala im König der Löwen und als Kala im Tarzan. Sie ging mit der Best of Musical Gala auf Tournee, absolvierte Gastauftritte bei Holiday on Ice und trat mit dem Filmorchester Babelsberg in der Alten Oper in Frankfurt am Main auf.
Als Deloris van Cartier im populären Musical Sister Act kam sie 2011 nach Wien, wo sie seither lebt und arbeitet. An den Vereinigte Bühnen Wien hat sie seither eine Reihe wichtiger Rollen gespielt, die Maria Magdalena in Jesus Christ Superstar, die Paulette Buonufont in Natürlich blond, die Donna in Mamma Mia! und die Baronin von Waldstätten in Mozart!. Weiter war sie Solistin der Produktion We are Musical am Wiener Raimundtheater. Gastspiele führten sie in die Niederlande (als Deloris van Cartier) und nach Magdeburg (für Hair in einer Open-Air-Produktion). Sie gibt auch Soloprogramme, beispielsweise in der Theatercouch. Sie war an den Kammerspielen Wien in einer Europäischen Erstaufführung zu sehen.

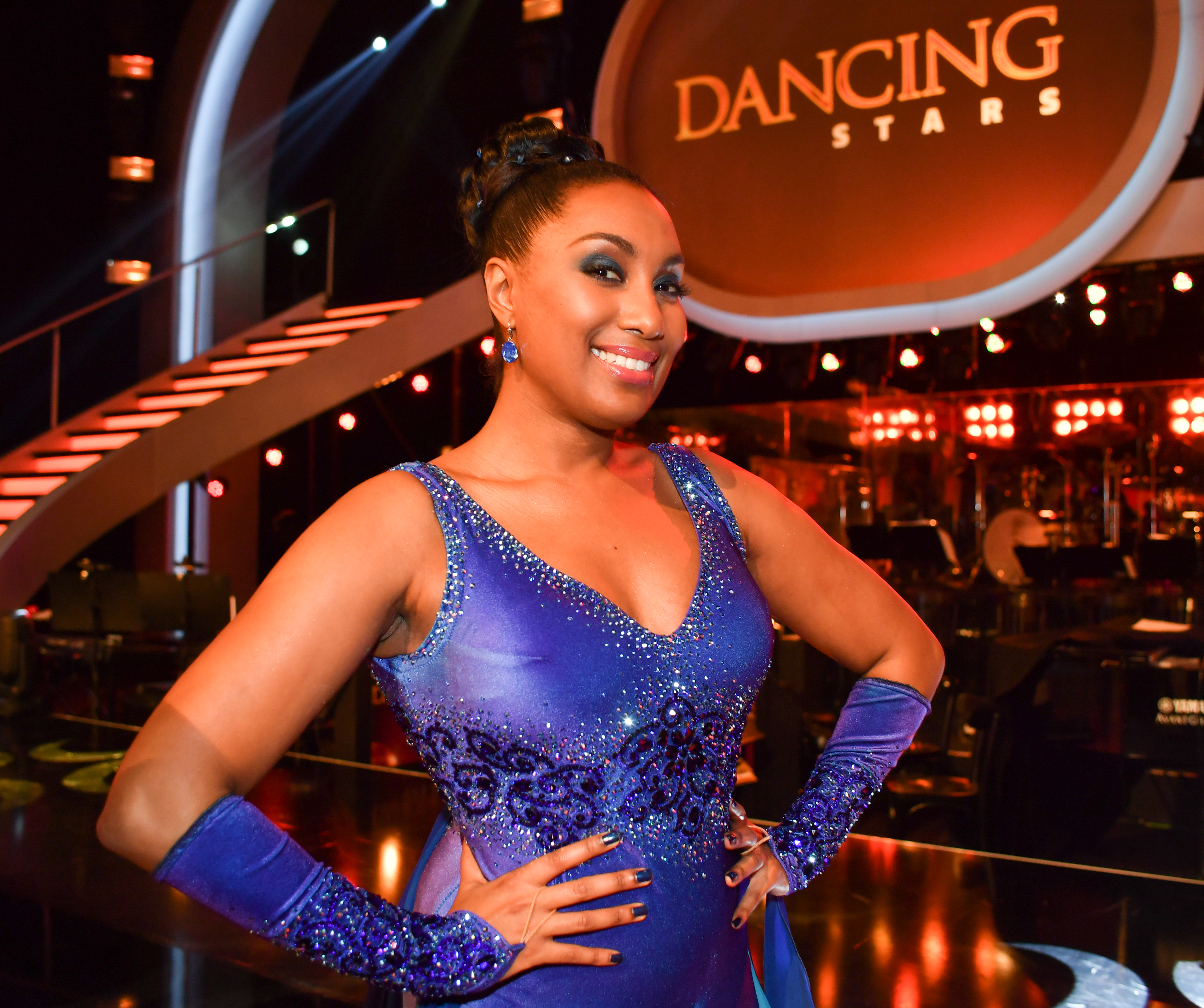
Ana Milva Gomes (2017)

Von März 2017 bis Juni 2017 war Gomes Kandidatin in der ORF-Tanzshow Dancing Stars, wo sie den zweiten Platz erreichte.
2019 spielte sie in Wien die Grizabella in Andrew Lloyd Webbers Cats.
Seit 2022 spielt sie die Mrs. Van Hopper in Rebecca im Raimundtheater in Wien.

## Rollen (Auswahl)
- 2005: Aida von Tim Rice und Elton John (Nehebka, Aida)
- 2008: Der König der Löwen von Roger Allers, Irene Mecchi und Elton John (Nala) – Theater im Hafen Hamburg
- 2008: Tarzan von Edgar Rice Burroughs und Phil Collins (Kala) – Neue Flora Hamburg
- 2011: Sister Act - Ronacher Wien, Vereinigte Bühnen Wien (VBW), Erstbesetzung DELORIS VAN CARTIER
- 2012: Jesus Christ Superstar, Ronacher Wien, VBW, Erstbesetzung MARIA MAGDALENA
- 2013: Natürlich blond - Ronacher Wien, VBW, Erstbesetzung PAULETTE BUONUFONTÉ
- 2014: Mamma Mia! - Raimund Theater Wien, VBW, Erstbesetzung DONNA
- 2015: Mozart! - Raimund Theater Wien, VBW, Erstbesetzung BARONIN VON WALDSTÄTTEN
- 2016: Hair von Gerome Ragni, James Rado und Galt MacDermot (Y) – DomplatzOpenAir, Magdeburg
- 2016: Winter Wonderettes - Kammerspiele Wien, Erstbesetzung BETTY JEAN
- 2017: Ghost – Nachricht von Sam - Landestheater Linz, Erstbesetzung ODA MEA BROWN
- 2018: Bodyguard - Ronacher Wien, VBW, Erstbesetzung NIKKI MARRON, Cover RACHEL MARRON
- 2019–2022: Cats - Ronacher Wien, VBW, Erstbesetzung GRIZABELLA
- 2022–2024: Rebecca - Raimund Theater Wien, VBW, Erstbesetzung MRS. VAN HOPPER

## Publikationen
- 2021: Look at Me: Ein schwarzes Mädchen in einer weißen Welt, Amalthea Signum, Wien 2021, ISBN 978-3-99050-215-0